# Marie Johanna Savojská

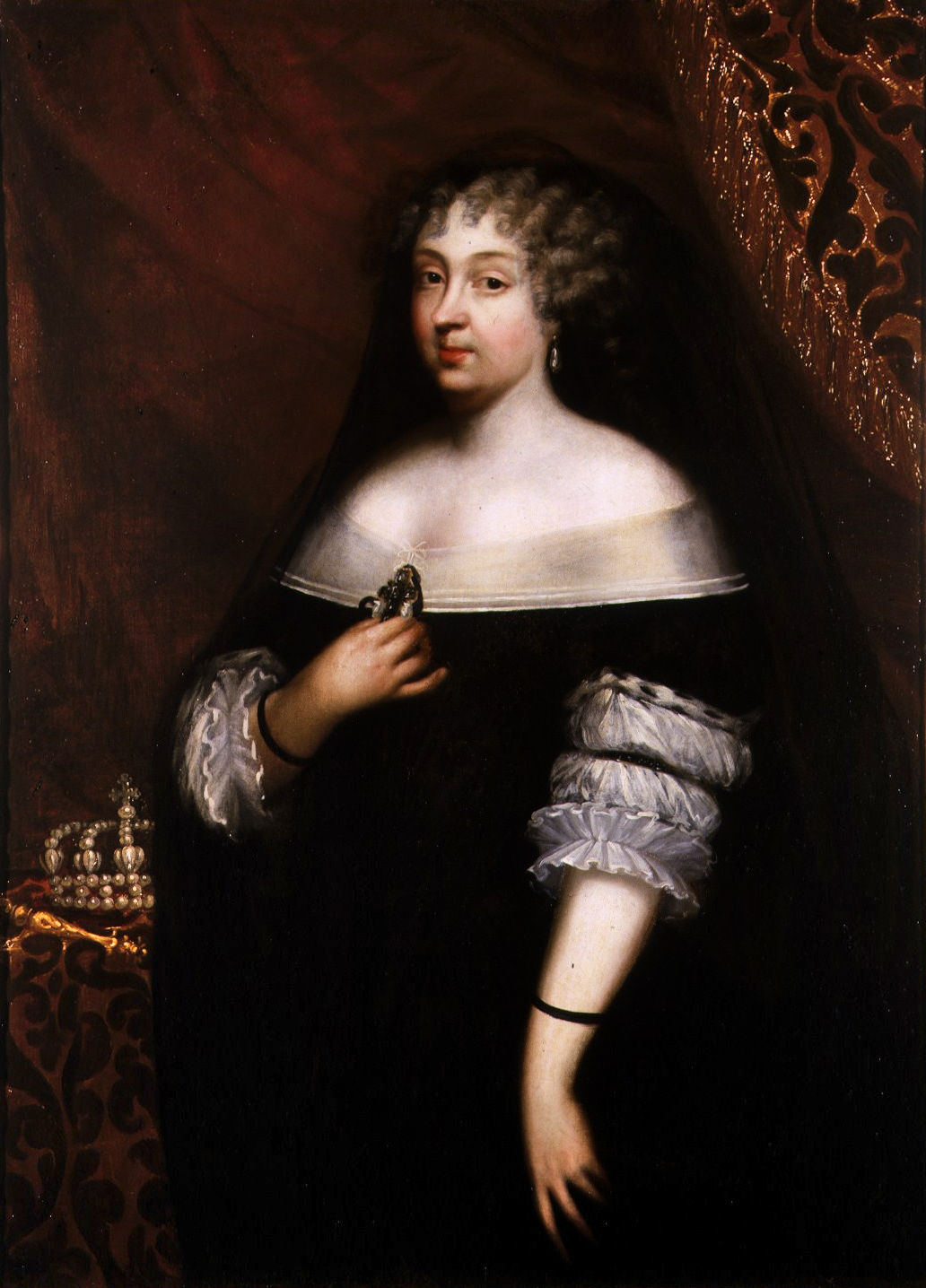
vévodkyně Marie Johanna

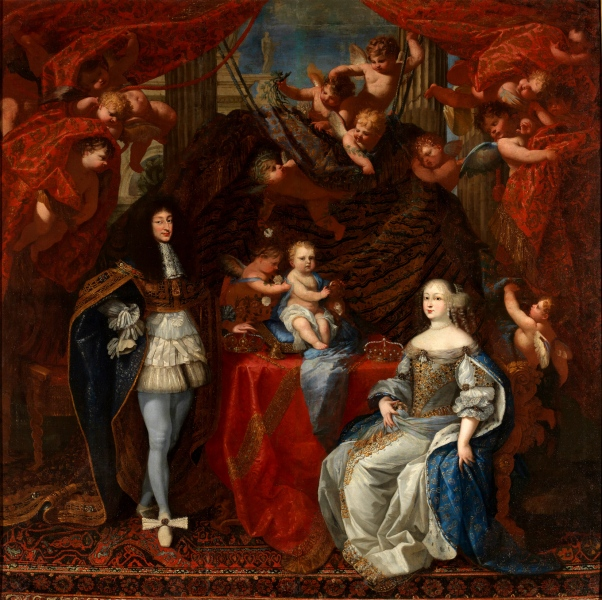
Marie Johanna Savojská s rodinou

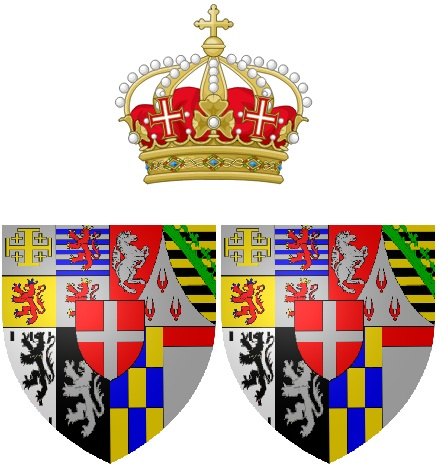
znak Marie Johanny Savojské

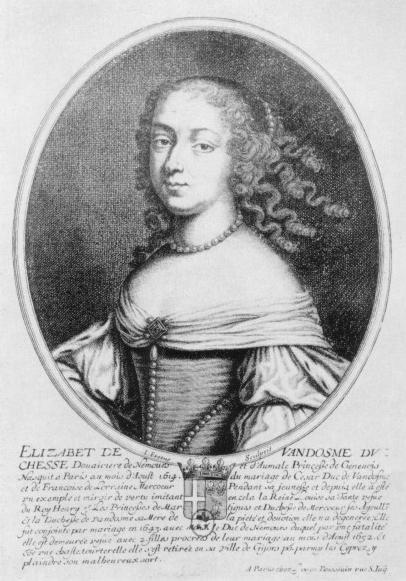
matka Marie Johanny

Marie Johanna Savojská (anglicky Marie Jeanne Baptiste of Savoy, 11. dubna 1644, Paříž – 15. března 1724, Turín) se narodila jako savojská princezna a po svatbě se stala savojskou vévodkyní. Poprvé se vdala v zastoupení v roce 1662 za Karla Lotrinského, ten však brzy prohlásil manželství za neplatné, a tak bylo zrušeno. V roce 1665 se stala manželkou svého příbuzného, Karla Emanuela II. Savojského, savojského vévody. Byla matkou budoucího krále Sardinie, Viktora Amadea II. Od roku 1675 vládla jako regentka v Savojsku za svého nezletilého syna. Její vláda oficiálně skončila v roce 1680, ale i nadále si udržovala vliv, dokud ji to Viktor Amadeus v roce 1684 nezakázal. V Turíně nechala vybudovat četné stavby, její zásluhou byl přestavěn Palazzo Madama, který byl její soukromou rezidencí. Kromě toho, že byla matkou sardinského krále, byla také prababičkou španělského krále Ludvíka I. a krále Francie Ludvíka XV.

## Rodina a dětství
Narodila se v Hôtelu de Nemours v Paříži jako nejstarší z pěti dětí Karla Amadea, vévody z Nemours a jeho manželky Alžběty Bourbonské. Z matčiny strany byl jejím pradědečkem francouzský král Jindřich IV. Francouzský, otec Césara Bourbonského, kterého měl se svou milenkou Gabriellou d'Estrées. Díky tomu byla sestřenicí Ludvíka XIV., byla tak spřízněná téměř se všemi vládnoucími rody té doby. Byla členkou rodiny Nemours, což byla jedna z větví savojského rodu, která se usadila v 16. století ve Francii. V mládí vyrůstala se svou sestrou Marií Františkou, která se narodila v roce 1646. Jako mladá dívka navštěvovala salon slavné Madame de la Fayette.
Její otec byl v roce 1652 zabit v souboji svým švagrem Františkem, vévodou z Beaufortu. Po otci zdědila peníze a tak několik dalších let o ni a její rodinu pečoval strýc z otcovy strany, Jindřich II., nový vévoda z Nemours. I když po Jindřichově smrti vévodství propadlo koruně, Marie nadále dostávala finanční příjmy. Se sestrou a matkou Alžbětou se obrátily na pomoc k matčině rodině. Alžbětina matka byla lotrinskou princeznou.

## Manželská jednání
Její rodina chtěla, aby se provdala za Karla Emanuela Savojského, syna Kristiny Marie Francouzské. Kristina Marie jí pozvala spolu s její sestrou a matkou do Turína, aby si mohla dívku prohlédnout. Karlovi Emanuelovi se Marie Johanna zalíbila a chtěl si ji vzít za ženu. Nicméně, Kristina Marie dostala zprávu od kardinála Mazarina, ve které ji upozorňoval na to, že je Marie Johanna ambiciózní a doporučoval jí, aby manželství odmítla. Kristina Marie se tedy rozhodla raději pro Františku Magdalénu Orleánskou, která byla její neteří. Svatba se konala v roce 1663.
Po návratu do Francie zaujala lotrinského prince Karla, dědice Lotrinska. O ruku její mladší sestry mezitím požádal portugalský král pro svého syna. Marie Johanna se 4. února roku 1662 zasnoubila s Karlem Lotrinským. Brzy po svatbě v zastoupení však bylo manželství zrušeno.
27. prosince roku 1663 v Turíně zemřela Kristina Marie již 14. ledna 1664 ji následovala její mladá snacha. Karel Emanuel II. byl tedy svobodný a bez dědice. Byl mu nabídnut sňatek se sestrou jeho zesnulé manželky, to však odmítl. Bylo jasné, že Karel Emanuel se chce oženit s Marií Johannou, členkou svého vlastního rodu. V tom ho podpořil král Francie Ludvík XIV. Jednání trvala déle než rok, než se Marie Johanna společně se svou babičkou Františkou Lotrinskou vydala do Annecy, kde se měla setkat se svým budoucím manželem. Svatba se konala 20. května roku 1665 v Castello del Valentino, uprostřed velkolepých oslav. Marie Johanna do manželství přinesla velké věno, které zahrnovalo provincie Genevois, Faucigny, Beaufort.

## Manželka a savojská vévodkyně
V Savojsku přijala italskou podobu svého jména Maria Giovanna Batista di Savoia a titul Madama Reale, což je italská obdoba francouzské Madame Royale. Byla považována za inteligentní a atraktivní ženu. Skoro po roce manželství dvaadvacetiletá vévodkyně porodila syna, který po dědečkovi z otcovy strany dostal jméno Viktor Amadeus. Dítě se narodilo 14. května 1666. Toho roku se vdala Mariina sestra Marie Františka za Alfonsa VI. Portugalského.
Její manžel měl milenky a nelegitimní potomky, což musela ignorovat. V roce 1672 hledala Hortense Mancini, prchajíc před manželem, ochranu. Ta ji byla poskytnuta právě od Karla Emanuela. K Mariině nelibosti se tato žena stala stálou milenkou Karla Emanuela a dostala od něho zámek Chambéry. Marie ji nemohla do manželovi smrti vyhodit a tak to musela trpět. Před manželovou smrtí měla Marie Johanna jen malý vliv na politiku. Za jeho vlády byla opravena a vystavěna mnohá královská sídla. Pár také nechal postavit kostely v Turíně. Dne 12. června 1675 Karel Emanuel náhle zemřel ve věku čtyřiceti let po sérii křečovitých horeček. Na smrtelné posteli prohlásil svou manželku za vládkyni Savojska po dobu nezletilosti jejich syna.

## Regentka Savojska

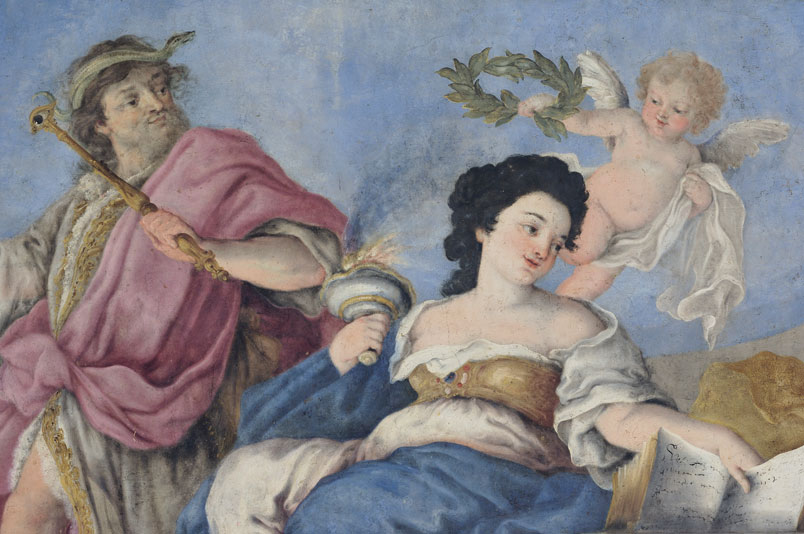
Triumf ctnosti Madame Reale od Domenica Guidobona v Palazzo Madama

Svou novou roli regentky za svého jedenáctiletého syna brala velmi vážně. Pokračovala v práci svého manžela, podporovala stavební projekty, umělecké organizace a vzdělávací instituce. Podporovala práci Alessandra Stradelly a ochraňovala ho, když prchal z Benátek do Turína, také financovala a podporovala Guarina Guariniho, který dokončoval kapli pro Turínské plátno a jezuitské koleje. Kromě toho pracovala na rozšíření města Turín až dolů k řece Pád. Pokusila se založit universitu v Chambéry, ale neuspěla.
Udržovala vztahy s Francií, která byla jak spojencem, tak rodinou. Byla kritizována za to, že si chtěla udržet moc příliš dlouho, a že byla jen loutkou Ludvíka XIV. Nicméně, také udržovala vztahy se Španělskem, Anglií a Svatou říší římskou.
Její vztahy s jediným synem byly vždy napjaté. Mohly za to její ambice a touha po moci. Starala se více o vládu než o své vlastní dítě. Držela ho pod přísným dohledem, aby se ujistila, že se nebude snažit převzít jí moc. Navíc si u dvora vydržovala své milence, ve svých třiatřiceti letech, udržovala vztah s o deset let mladším hrabětem Saint Maurice. Jejich vztah trval čtyři roky.
V roce 1677 se rozhodla najít synovi nevěstu. Kandidátkami byly Marie Antonie Habsburská, Marie Žofie Falcko-Neuburská a Anna Marie Orleánská. Jako o vhodné manželce pro syna uvažovala také nad Isabelou Luisou, dcerou své sestry. Jakožto dědička Portugalska však musela zůstat ve své zemi a vdát se za příbuzného. Přesto zahájila jednání s Portugalskem. Kdyby se jednání zdařila, musel by Viktor Amadeus odejít do Portugalska a ona by mohla nadále vládnout Savojsku. Jak se blížila Viktorova plnoletost, snažil se manželství co nejdéle odkládat a tak se Marie Johanna zaměřila na Toskánsko, které nabízelo jako nevěstu pro savojského prince Annu Marii Luisu Medicejskou. Jednání byla před Francií utajována. Toto manželství by bylo pro Savojsko výhodné, přineslo by totiž mocného italského spojence.
I když její regentství oficiálně skončilo v roce 1680, moc synovi předala až v roce 1684, když ji k tomu přinutil. Ludvík XIV. byl rozhodnut, že si udrží vliv v Savojsku a tak Viktorovi Amadeovi nabídl za manželku svou neteř Annu Marii. Anna Marie byla dcera Filipa I., orleánského vévody a jeho první manželky Henrietty Anny Stuartovny a právě pro ni se Viktor Amadeus nakonec rozhodl. Svatba se konala 6. května 1684.

## Stáří a poslední roky života
Viktor Amadeus převzal moc nad vévodstvím na začátku roku 1684. Rozhodl se matce odejmout veškerý vliv u dvora. Usadila se v Palazzo Madama, naproti vévodskému paláci v Turíně, kde dvůr po většinu roku přebýval. Tato budova bývala domovem vdovy Kristiny Marie a Marie Johanna ho nechala zvelebit. O to se postaral Filippo Juvarra, oblíbenec jejího syna.
V roce 1686 prodala vévodství Aumale Ludvíkovi Augustovi Bourbonskému, nemanželskému synovi Ludvíka XIV. a Madame de Montespan. Aumale byl jejím osobním majetkem od smrti jejího otce v roce 1659. Byla také poslední hraběnkou Genevy. Po její smrti byla Geneva sjednocená se Savojskem.
Byla kmotrou své nejstarší vnučky, princezny Marie Adelaidy Savojské. Její syn měl osm manželských potomků. Také udržovala přátelské vztahy se svou snachou Annou Marií. Vnučka Marie Adelaida a Marie Luisa měly se svou babičkou blízký vztah a obě je často navštěvovaly v Palazzo Madama. Dobré vztahy Marií Adelaidou jsou patrné také z jejich vzájemné korespondence potom, co se Marie Adelaida provdala za Ludvíka Francouzského. Marie Luisa se stala manželkou Ludvíkova bratra Filipa V. Španělského v zastoupení dne 11. září roku 1701. Marie Adelaida bohužel zemřela již v roce 1712 na spalničky. Tyto dvě prestižní manželství byly navrženy Ludvíkem XIV., aby získal podporu Savojska ve válce o španělské dědictví. Během této války byla nucena prodat své šperky aby si mohla udržet domácnost. Během bitvy u Turína v roce 1706 musela spolu se svými vnuky prchnout do Janova.
Díky Utrechtské smlouvě podepsané v roce 1713 získal její syn Sicílii. Králem Sicílie byl korunován v prosinci roku 1713 v katedrále v Palermu. Viktor Amadeus II. požádal svou matku, aby v době jeho nepřítomnosti vládla Savojsku, ona však odmítla a tak se stal regentem její vnuk Viktor Amadeus, princ Piedmontu.
Měsíc poté, co se rodina v Savojsku dozvěděla o smrti Marie Luisy Savojské v únoru 1714, ji následoval patnáctiletý Viktor Amadeus, princ Piedmontu, který zemřel na neštovice. Tři úmrtí v rodině během čtyř let, způsobily sblížení matky se synem. Smrtí Viktora Amadea, prince Piedmontu, se stal následníkem nejmladší vnuk, Karel Emanuel, vévoda z Aosty.
Marie Johanna zemřela v Palazzo Madama v březnu roku 1724, měsíc před svými osmdesátými narozeninami.

## Potomci
- Viktor Amadeus II. (14. května 1666 – 31. října 1732); budoucí král Sicílie a později Sardinie;
⚭ 1684 Anna Marie Orleánská (1669–1728); orleánská vévodkyně
⚭ 1730 Anna Canalis di Cumiana (1680–1769); dvorní dáma; morganatický sňatek

## Tituly a oslovení
- 11. dubna 1644 – 20. května 1665 Její Výsost Mademoiselle de Nemours
- 20. května 1665 – 12. června 1675 Její Výsost savojská vévodkyně
- 12. června 1675 – 15. března 1724 Její Výsost savojská vévodkyně vdova

## Vývod z předků
|                        |                           |  |                   |                                    |  |  |  |  |  |  |  | Filip Savojský |
|                        |                           |  |                   |                                    |  |  |  |  |  |  |  |                |
|                        | Jakub Savojský            |  |                   |                                    |  |  |  |  |  |  |  |                |
|                        |                           |  |                   |                                    |  |  |  |  |  |  |  |                |
|                        |                           |  |                   | Šarlota Orleánská                  |  |  |  |  |  |  |  |                |
|                        |                           |  |                   |                                    |  |  |  |  |  |  |  |                |
|                        | Jindřich I. z Nemours     |  |                   |                                    |  |  |  |  |  |  |  |                |
|                        |                           |  |                   |                                    |  |  |  |  |  |  |  |                |
|                        |                           |  |                   | Herkules II. d'Este                |  |  |  |  |  |  |  |                |
|                        |                           |  |                   |                                    |  |  |  |  |  |  |  |                |
|                        | Anna d'Este               |  |                   |                                    |  |  |  |  |  |  |  |                |
|                        |                           |  |                   |                                    |  |  |  |  |  |  |  |                |
|                        |                           |  |                   | Renata Francouzská                 |  |  |  |  |  |  |  |                |
|                        |                           |  |                   |                                    |  |  |  |  |  |  |  |                |
|                        | Karel Amadeus Savojský    |  |                   |                                    |  |  |  |  |  |  |  |                |
|                        |                           |  |                   |                                    |  |  |  |  |  |  |  |                |
|                        |                           |  |                   | Claude Lotrinský                   |  |  |  |  |  |  |  |                |
|                        |                           |  |                   |                                    |  |  |  |  |  |  |  |                |
|                        | Karel z Amaule            |  |                   |                                    |  |  |  |  |  |  |  |                |
|                        |                           |  |                   |                                    |  |  |  |  |  |  |  |                |
|                        |                           |  |                   | Louise de Brézé                    |  |  |  |  |  |  |  |                |
|                        |                           |  |                   |                                    |  |  |  |  |  |  |  |                |
|                        | Anna Lotrinská            |  |                   |                                    |  |  |  |  |  |  |  |                |
|                        |                           |  |                   |                                    |  |  |  |  |  |  |  |                |
|                        |                           |  |                   | René Lotrinský                     |  |  |  |  |  |  |  |                |
|                        |                           |  |                   |                                    |  |  |  |  |  |  |  |                |
|                        | Marie Lotrinská           |  |                   |                                    |  |  |  |  |  |  |  |                |
|                        |                           |  |                   |                                    |  |  |  |  |  |  |  |                |
|                        |                           |  |                   | Louise de Rieux                    |  |  |  |  |  |  |  |                |
|                        |                           |  |                   |                                    |  |  |  |  |  |  |  |                |
| Marie Johanna Savojská |                           |  |                   |                                    |  |  |  |  |  |  |  |                |
|                        |                           |  |                   |                                    |  |  |  |  |  |  |  |                |
|                        |                           |  | Antonín Navarrský |                                    |  |  |  |  |  |  |  |                |
|                        |                           |  |                   |                                    |  |  |  |  |  |  |  |                |
|                        | Jindřich IV. Francouzský  |  |                   |                                    |  |  |  |  |  |  |  |                |
|                        |                           |  |                   |                                    |  |  |  |  |  |  |  |                |
|                        |                           |  |                   | Jana III. Navarrská                |  |  |  |  |  |  |  |                |
|                        |                           |  |                   |                                    |  |  |  |  |  |  |  |                |
|                        | César Bourbonský          |  |                   |                                    |  |  |  |  |  |  |  |                |
|                        |                           |  |                   |                                    |  |  |  |  |  |  |  |                |
|                        |                           |  |                   | Antoine d'Estrées                  |  |  |  |  |  |  |  |                |
|                        |                           |  |                   |                                    |  |  |  |  |  |  |  |                |
|                        | Gabrielle d'Estrées       |  |                   |                                    |  |  |  |  |  |  |  |                |
|                        |                           |  |                   |                                    |  |  |  |  |  |  |  |                |
|                        |                           |  |                   | Françoise Babou de La Bourdaisière |  |  |  |  |  |  |  |                |
|                        |                           |  |                   |                                    |  |  |  |  |  |  |  |                |
|                        | Alžběta de Bourbon        |  |                   |                                    |  |  |  |  |  |  |  |                |
|                        |                           |  |                   |                                    |  |  |  |  |  |  |  |                |
|                        |                           |  |                   | Mikuláš Mercoeurský                |  |  |  |  |  |  |  |                |
|                        |                           |  |                   |                                    |  |  |  |  |  |  |  |                |
|                        | Filip Emanuel Mercoeurský |  |                   |                                    |  |  |  |  |  |  |  |                |
|                        |                           |  |                   |                                    |  |  |  |  |  |  |  |                |
|                        |                           |  |                   | Johana Savojská                    |  |  |  |  |  |  |  |                |
|                        |                           |  |                   |                                    |  |  |  |  |  |  |  |                |
|                        | Františka Lotrinská       |  |                   |                                    |  |  |  |  |  |  |  |                |
|                        |                           |  |                   |                                    |  |  |  |  |  |  |  |                |
|                        |                           |  |                   | Sebastian Lucemburský              |  |  |  |  |  |  |  |                |
|                        |                           |  |                   |                                    |  |  |  |  |  |  |  |                |
|                        | Marie Lucemburská         |  |                   |                                    |  |  |  |  |  |  |  |                |
|                        |                           |  |                   |                                    |  |  |  |  |  |  |  |                |
|                        |                           |  |                   | Marie de Beaucaire                 |  |  |  |  |  |  |  |                |
|                        |                           |  |                   |                                    |  |  |  |  |  |  |  |                |